# Blind Zero
Blind Zero est un groupe de rock alternatif portugais, originaire de Porto. Récompensé en 2003 lors des MTV Europe Music Awards pour la catégorie « meilleur groupe portugais ». Ils connaissent un grand succès en Italie.

## Biographie

### Débuts (1994–2000)
Blind Zero est formé en 1994 à Porto. Son premier EP, Recognize (1995) est vendu en neuf jours seulement. L'album Trigger (1995), le premier opus du groupe, est produit par Ronnie S. Champagne, producteur originaire de Los Angeles qui avait travaillé avec des groupes comme Jane's Addiction, Alice in Chains, Remy Zero et Deconstruction. L'album ébranlera le panorama musical portugais d une manière que peu auraient pu prévoir : il est l'un des premiers albums de rock d'un groupe portugais à être certifié disque d'or. L'année 1996 assiste à la sortie de l'EP Flexogravity, qui est beaucoup d'expérimental qui fait participer le groupe de hip-hop portugais Mind da Gap. Ce partenariat, surprenant et innovant pour beaucoup, est reconnu comme EP de l'année.
Transradio est enregistré en direct sur la chaine Antena 3. Des mois plus tard, ils sont invités à participer au SCYPE (Song Contest for Youth Programs in Europe), un festival qui rassemble des groupes européens. Avec un nouveau morceau, intitulé My House, ils remportent le concours. Deux ans après la sortie de leur premier album, les Blind Zero commencent les sessions qui donneront naissance à Redcoast (1997). Ce nouvel album est produit par Michael Vail Blum (producteur nord-américain qui avait déjà fait ses marques avec des groupes et artistes tels que Suicidal Tendencies, Madonna, Roxy Music, 3T, Tura Satana, Goo Goo Dolls, Jewel). Redcoast est masterisé dans les studios Sony Music à New York par Mark Wilder,.
En 1998, ils enregistrent avec Mário Caldato, le morceau The Wire pour Tejo Beat (1998), un album qui a réuni certains des plus importants groupes portugais. En 1999, Blind Zero passe du temps à écrire de nouvelles chansons pour leur troisième album studio. En 2000, ils décident d'entrer en studio pour enregistrer One Silent Accident. Sur ce disque, ils travaillent avec le producteur Don Fleming (Sonic Youth, Hole, Posies, Screaming Trees, Teenage Fan Club, Gumball, Alice Cooper...).

### A Way to Bleed your Lover(2000–2004)
En 2002, ils reprennent une des chansons les plus emblématiques de David Bowie, Heroes, pour l'album World 2002. Les Blind Zero choisissent le mois de janvier 2003 pour commencer de nouvelles sessions d'enregistrement pour un nouvel album. A Way to Bleed Your Lover, produit par Mário Barreiros (Clã, Ornatos Violeta, Pedro Abrunhosa, entre autres), marque l'arrivée d'un nouveau membre, Miguel Ferreira. Avec la participation de Jorge Palma et Dana Colley (Twinmen, ex-Morphine), l'album reflète une nouvelle période pour le groupe. 
En mai 2003, Blind Zero sont invités pour un MTV Live sur la chaine MTV à Milan. La diffusion de ce concert se fait lors du lancement de MTV Portugal. Après de nombreux concerts dans de grandes salles (soulignant le concert mémorable du Festival Sudoeste, avec la présence sur scène de Jorge Palma), les Blind Zero embarquent pour le Tour de Force, une tournée dans les petits espaces des dix-huit grandes villes du pays. Vers la fin de l'année, lors de la cérémonie des MTV Europe Music Awards à Édimbourg, en Écosse, les Blind Zero remportent la catégorie « meilleur groupe portugais », une première pour MTV. En décembre, The Way to Bleed Your Lover est cité comme l'un des meilleurs albums de l'année par la presse spécialisée. The Blind Zero est également élu meilleur groupe live de l'année.
En 2004, les Blind Zero célèbrent leurs dix ans de carrière, en jouant à Porto en mars pour un « concert spécial 10 ans ».

### The Night Before and a New Day(2005–2009)

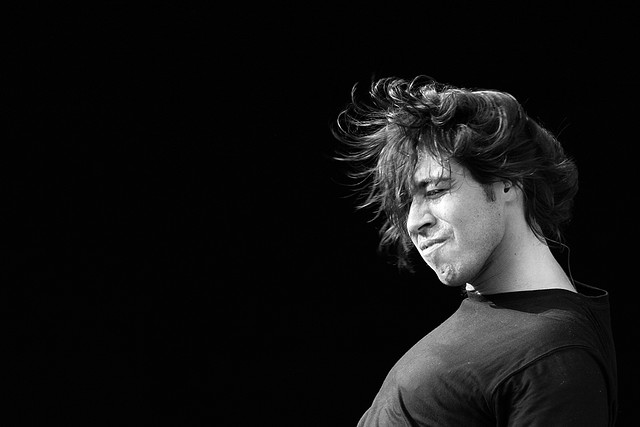
Miguel Guedes,, chanteur des Blind Zero en 2009.

L'album The Night Before and a New Day (2005) traite thématiquement de la rédemption, de la liberté et de la lumière. Le groupe sort par la suite une reprise de Drive du groupe The Cars et effectue une tournée nationale. En 2007 sort Time Machine (Memories Undone) - Live Best of Unplugged.

### Luna Park(2009–2016)
En 2009 sort le single Slow Time Love.
En mars 2010, les Blind Zero publient un nouveau single pour leur prochain album, Luna Park, intitulé Snow Girl. Luna Park est publié en mai 2010. L'album Kill Drama est publié en avril 2013. Son deuxième opus, Kill Drama II, est publié la même année. 

### Often Trees(depuis 2017)
En 2017, les Blind Zero annoncent la sortie d'un nouvel album. Entretemps, en juin 2017, le groupe sort le single You Have Won, extrait de l'album. Leur huitième album, intitulé Often Trees, est publié en octobre 2017.

## Membres
- Miguel Guedes - voix
- Vasco Espinheira - guitare
- Nuxo Espinheira - basse
- Pedro Guedes - batterie
- Pedro Vidal - guitare

## Discographie
- 1995 : Tingger
- 1996 : Flexogravity
- 1997 : Red Coast
- 2000 : One Silent Accident
- 2004 : A Way to Bleed
- 2006 : The Night Before
- 2007 : Time Machine (MTV Milan Unplugged)
- 2010 : Luna Park
- 2013 : Kill Drama
- 2017 : Often Trees